# Trond Trondsen
Trond Håkon Trondsen, né le 8 avril 1994, est un coureur cycliste norvégien des années 2010.

## Biographie
Trond Trondsen intègre en 2015 l'équipe continentale Sparebanken Sør. L'année suivante, il s'impose sur le Ringerike Grand Prix, sa première victoire sur le circuit continental.
En 2020, il rejoint l'équipe Coop et remporte le Gylne Gutuer. Il arrête sa carrière à l'issue de la saison.

## Palmarès
- 2016
  - Ringerike Grand Prix
- 2018
  - Scandinavian Race Uppsala
  - 3e du Stadsprijs Geraardsbergen
- 2019
  - 6e étape du Tour de Normandie
  - Sundvolden GP
  - 1re étape du Tour d'Eure-et-Loir
  - 3e du Tour de Normandie
- 2020
  - Gylne Gutuer

## Classements mondiaux
| Année                                 | 2014 | 2015 | 2016  | 2017 | 2018 | 2019 | 2020 |
| ------------------------------------- | ---- | ---- | ----- | ---- | ---- | ---- | ---- |
| Classement mondial                    |      |      | 1069e | 893e | 616e | 656e | 739e |
| UCI Europe Tour                       | 941e | nc   | 728e  | 568e | 369e | 487e | 592e |
|                                       |      |      |       |      |      |      |      |
| Légende : nc = non classéSource : UCI |      |      |       |      |      |      |      |